# جهاز الاستخبارات الخارجية (رومانيا)
جهاز الاستخبارات الخارجية واختصارًا إس آي إِي باللغة الرومانية، هو «هيئة الدولة المتخصصة في الاستخبارات الخارجية في ما يتعلق بالأمن القومي وحماية رومانيا ومصالحها» بموجب القانون رقم 1/ 1998.
تقوم الإس آي إِي بنشاطها وفقًا لدستور رومانيا، وقوانين البلاد، وقرارات مجلس الدفاع الأعلى في البلاد (سي إس إيه تي)، واللوائح العسكرية. يشكل نشاط الجهاز سرًا من أسرار الدولة. لا يمكن الكشف عن مصادر الاستخبارات وطرق ووسائل تنفيذ مهمتها لأي شخص، تحت أي ظرف من الظروف. يُمنع الكشف، بأي حال من الأحوال، عن المعلومات والاستخبارات التي تتناول نشاط جهاز الاستخبارات الأجنبية، ويُعاقب عليه كما هو منصوص في القانون.
يحق لجهاز الاستخبارات الخارجية، بموجب القانون، استخدام منهجيات محددة وتطوير وامتلاك الوسائل المناسبة للحصول على المعلومات الاستخباراتية المتعلقة بالأمن القومي، وفحصها، وتقييمها، ونقلها إلى الحساب، وتخزينها وحمايتها. يحق له أيضًا، وفقًا للشروط المقررة بموجب القانون، الطلب والأخذ من السلطات العامة الرومانية، أو الشركات، أو الكيانات القانونية الأخرى، وأيضًا من الأفراد، أو الاستخبارات، أو المعلومات، أو المستندات اللازمة لإنجاز مهامها.

## التاريخ
جرى تأكيد مركز الاستخبارات الخارجية (سي آي إِي) كمؤسسة تابعة للدولة الرومانية، بموجب المرسوم رقم 111/8  فبراير عام 1990، وكُلفت بالقيام بنشاطها في مجال الاستخبارات الخارجية. منح القانون رقم39 / 13 ديسمبر عام 1990 جهاز الاستخبارات الخارجية الهوية، إذ نص القانون التنظيمي لأول مرة على اسم الإس آي إِي كعضو في مجلس الدفاع الأعلى في البلاد.
يستند الإطار القانوني الذي ينظم نشاط الإس آي إي على القانون رقم 51/ 1991 للأمن القومي، والقانون رقم 415/ 2002 للتنظيم والتسيير في السي إس أي تي، والقانون رقم 182/ 2002 لحماية المعلومات السرية، والقانون رقم 1/ 6 يناير، عام 1998 للتنظيم والتسيير في جهاز الاستخبارات الخارجية، واستُكمل بقانون الطوارئ (أو يو جي) رقم 154 في 21 نوفمبر عام 2001.

## التعاون مع أجهزة الاستخبارات الأخرى في رومانيا
طورت الإس آي إِي في أوروبا المتحدة وعالم العولمة، تعاونًا وثيقًا مع مؤسسات مشابهة في العديد من البلدان، منذ عام 1991، وكان لها آثار مفيدة في حماية الأمن القومي. تقوم أجهزة الاستخبارات الرومانية في كثير من الأحيان تماشيًا مع اللوائح الوطنية، بأعمال مشتركة تهدف لمنع ومكافحة الأحداث التي قد تضر بالأمن القومي لرومانيا.
حُقق التعاون بين الإس آي إِي وغيرها من الهياكل ذات المسؤوليات في مجال الأمن القومي، من خلال تبادل المعلومات الاستخبارية العملياتية، بشأن المسائل ذات الاهتمام المشترك، إضافة لجوانب أخرى، أو طرق العمل التي تسهم في ضمان الأمن القومي. تُنفّذ هذه العملية وفقًا لبعض بروتوكولات التعاون التي تفاوض عليها الطرفان، والتي تشترط الالتزام بالإبلاغ الفوري لبعضهم البعض، بالجوانب المتعلقة بالأمن القومي.

## التواصل مع المجتمع المدني ووسائل الإعلام
يدير علاقة جهاز الاستخبارات الخارجية بالمجتمع المدني ووسائل الإعلام، هيكل خاص في مخططها التنظيمي، وينسق هذا الهيكل في نفس الوقت وتماشيًا مع مسؤولياته، العلاقات المؤسسية لإس آي إِي مع البرلمان، والإدارة الرئاسية، والحكومة، والمنظمات الحكومية، إضافة إلى هياكل أخرى في الإدارة العامة المركزية.
تحقق الإس آي إِي عند التواصل مع المجتمع المدني ووسائل الإعلام، التوازن الضروري بين حق المواطن في الحصول على المعلومات في ظروف شفافة، والالتزام بالحفاظ على سرية المعلومات التي لا يمكن الكشف عنها بموجب القانون. وهذا يؤدي حتمًا إلى مجموعة من القيود المترتبة على خصوصية العمل الذي يوجد بطريقة أخرى في جميع أجهزة الاستخبارات في الدول الديمقراطية.

## مراقبة نشاط الإس آي إي
يقوم مجلس الدفاع الأعلى في البلاد (سي إس إيه تي) بتنظيم وتنسيق نشاط  جهاز الاستخبارات الخارجية. يوافق مجلس الدفاع الأعلى في البلاد على الهيكل التنظيمي، والطاقم في وقت السلم أو خلال عملية التعبئة، وعلى التنظيم الوظيفي، ومهام جهاز الاستخبارات الخارجية. يعرض مدير الإس آي إِي التقارير على مجلس الدفاع الأعلى في البلاد حول الطريقة التي ينجز بها الجهاز مهامه، كل عام، أو كلما اقتضت الظروف ذلك.
يمارس برلمان رومانيا الرقابة على أنشطة الإس آي إِي، عن طريق لجنة برلمانية خاصة، مكلَّفة بمراقبة خصوصية ووسائل ومصادر جمع المعلومات الاستخبارية. تتألف اللجنة الخاصة من ثلاثة نواب وعضوين في مجلس الشيوخ، يُنتخبون من بين لجان الدفاع والنظام العام والأمن القومي في المجلسين. يهدف الإشراف البرلماني إلى التحقق من أن نشاط جهاز الاستخبارات الخارجية يتوافق مع دستور رومانيا وسياسات الدولة الرومانية. تطلب اللجنة من الإس آي إِي، أثناء ممارسة الصلاحيات الملقاة على عاتقها، عن طريق مديرها، والأوراق، والمعلومات، والاستخبارات، وربما عقد جلسات استماع للأفراد الذين على صلة بالقضايا الجاري تحليلها. لابد أن يلبّي جهاز الاستخبارات الخارجية، طلبات اللجنة والسماح بسماع الأشخاص المعنيين، في الوقت المناسب، وبموافقة مسبقة من مدير الإس آي إِي.
تقوم وزارة المالية بالمراجعة المالية لأنشطة جهاز الاستخبارات الخارجية، وتمارس –مُفوَّضة- عملية تحقق مالي استباقي، ويراقب مكتب تدقيق الحسابات تنفيذ ميزانيات العائدات والنفقات. تعطي الوزارة العمومية تصاريح وتشرّع قانونية بعض الأنشطة التي تهدف لجمع المعلومات الاستخبارية.

## مراقبة الأشخاص العاديين والصحافة
أعلن موغور سترو الرئيس السابق للإس آي إِي في 4 فبراير عام 2015، أن الجهاز يمتلك صورًا للمساومة، لمقدمي البرامج التلفزيونية، وكتّاب الصحافة. صدر هذا التصريح المقلق في سياق اتهامات بالفساد ضد جهاز الاستخبارات الروماني.